# Gamalama
O Gamalama (em indonésio:  Gunung Gamalama) é uma montanha na ilha de Ternate, nas ilhas Molucas, na Indonésia. É o ponto mais alto da ilha, e tem 1715 m de altitude e de proeminência topográfica
Vulcão ativo, já teve três erupções na década de 2010.

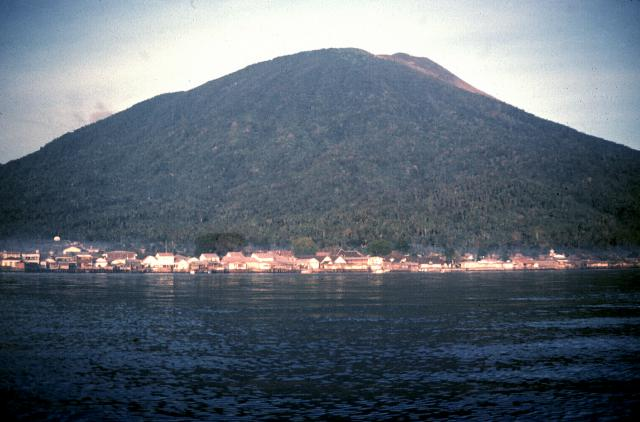
O Gamalama visto do mar

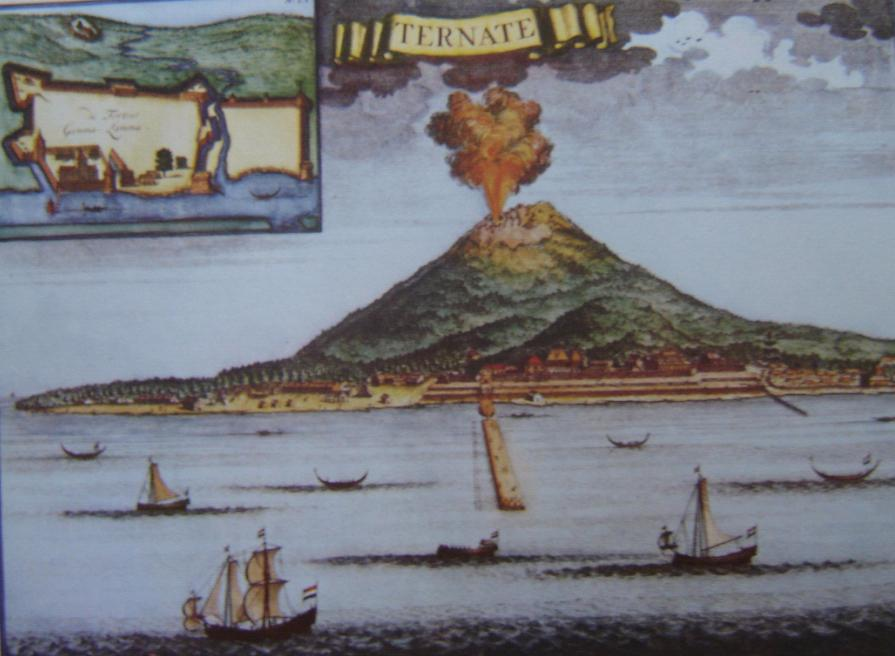
O Gamalama em erupção no início do século XVIII, com um forte português na imagem.